# ستيفن هويت
ستيفن هويت هو سياسي أمريكي، ولد في 9 فبراير 1864، وتوفي في 21 مارس 1865. انتخب عمدة نيو أورلينز ‏.